# Stephen Marley
Stephen Robert Nesta "Raggamuffin" Marley (ur. 20 kwietnia 1972 w Wilmington, Delaware) – amerykański muzyk i syn Boba Marleya. Gorliwy zwolennik legalizacji marihuany, ściśle związany z ruchem rastafarian.

## Życie osobiste
Stephen obecnie żyje w Miami na Florydzie, gdzie mieszka i nagrywa w studiu zwanym Lion's Den. Jest ojcem ośmiorga dzieci: synowie – Joseph Marley, Stephan Marley, Yohan Marley i Jeremiah Marley; córki – Shacia Marley, Mystic Marley, Summer Marley i Zipporah Marley.

## Kariera muzyczna
Stephen był członkiem zespołu reggae Ziggy Marley & The Melody Makers wraz ze swoim rodzeństwem Ziggy, Cedella i z przyrodnia siostrą Sharon. Stephen jest producentem trzech albumów swojego przyrodniego brata Damiana Marleya. Występuje gościnnie na płycie "Welcome to Jamrock" w utworach: All Night, Pimpas Paradise, For The Babies, Hey Girl. 20 marca 2007 roku wydał swój debiutancki album Mind Control, który w pierwszym tygodniu sprzedaży osiągnął nakład 9500 egzemplarzy. Za płytę Revelation Part 1: The Root of Life 12 lutego 2012 Stephen Marley otrzymał nagrodę Grammy w kategorii "Najlepszy album reggae".

## Dyskografia
- Mind Control (2007)
- Revelation Pt. 1 – The Root of Life (2011)
- Revelation Pt. 2 - The Fruit of Life (2016)
- Old Soul (2023)